# Acamptopsis
Acamptopsis är ett släkte av skalbaggar. Acamptopsis ingår i familjen vivlar.
Kladogram enligt Catalogue of Life:
| Acamptopsis | \| \| Acamptopsis cubanus \| \| \| \| \| \| Acamptopsis encaustus \| \| \| \| \| \| Acamptopsis eucanotus \| \| \| \| |
|             | \| \| Acamptopsis cubanus \| \| \| \| \| \| Acamptopsis encaustus \| \| \| \| \| \| Acamptopsis eucanotus \| \| \| \| |
|             | Acamptopsis cubanus                                                                                                   |
|             | |
|             | Acamptopsis encaustus                                                                                                 |
|             | |
|             | Acamptopsis eucanotus                                                                                                 |
|             | |